# Norbanus scrobatus
Norbanus scrobatus är en stekelart som beskrevs av Sureshan 2003. Norbanus scrobatus ingår i släktet Norbanus och familjen puppglanssteklar. Inga underarter finns listade i Catalogue of Life.